# Adoretus flavipes
Adoretus flavipes är en skalbaggsart som beskrevs av Ohaus 1938. Adoretus flavipes ingår i släktet Adoretus och familjen Rutelidae. Inga underarter finns listade i Catalogue of Life.